# 1934-es úszó-Európa-bajnokság
Az 1934-es úszó-Európa-bajnokságot Magdeburgban, Németországban rendezték augusztus 12. és augusztus 19. között. Az Eb-n 16 versenyszámot rendeztek. 11-et úszásban, 4-et műugrásban és egyet vízilabdában.

## Magyar érmesek
| Érem  | Versenyző                                          | Versenyszám | Versenyszám           |
| ----- | -------------------------------------------------- | ----------- | --------------------- |
| Arany | Férfi válogatott                                   | vízilabda   | csapat                |
| Arany | Csik Ferenc                                        | úszás       | Férfi 100 m gyors     |
| Arany | Gróf Ödön Maróthy András Csik Ferenc Lengyel Árpád | úszás       | Férfi 4 × 200 m gyors |

## Éremtáblázat
(A táblázatban Magyarország és a rendező nemzet eltérő háttérszínnel kiemelve.)
| Helyezés | Nemzet         | Arany | Ezüst | Bronz | Összesen |
| 1.       | Németország    | 6     | 9     | 4     | 19       |
| 2.       | Hollandia      | 4     | 2     | 1     | 7        |
| 3.       | Magyarország   | 3     | 0     | 0     | 3        |
| 4.       | Franciaország  | 2     | 0     | 0     | 2        |
| 5.       | Nagy-Britannia | 1     | 1     | 2     | 4        |
| 6.       | Olaszország    | 0     | 2     | 2     | 4        |
| 7.       | Csehszlovákia  | 0     | 1     | 1     | 2        |
| 8.       | Svédország     | 0     | 1     | 0     | 1        |
| 9.       | Dánia          | 0     | 0     | 4     | 4        |
| 10.      | Svájc          | 0     | 0     | 1     | 1        |
| 10.      | Belgium        | 0     | 0     | 1     | 1        |
| Összesen | Összesen       | 16    | 16    | 16    | 48       |

## Érmesek

### Úszás
Férfi
| Versenyszám             | Arany                                                                   | Arany   | Ezüst                                                                           | Ezüst   | Bronz                                                                        | Bronz   |
| ----------------------- | ----------------------------------------------------------------------- | ------- | ------------------------------------------------------------------------------- | ------- | ---------------------------------------------------------------------------- | ------- |
| 100 m-es gyorsúszás     | Csik Ferenc · Magyarország                                              | 59,7    | Helmuth Fischer · Németország                                                   | 59,8    | Otto Wille · Németország                                                     | 1:01,2  |
| 400 m-es gyorsúszás     | Jean Taris · Franciaország                                              | 4:55,5  | Paolo Costoli · Olaszország                                                     | 5:07,5  | Giacomo Signori · Olaszország                                                | 5:11,0  |
| 1500 m-es gyorsúszás    | Jean Taris · Franciaország                                              | 20:01,5 | Paolo Costoli · Olaszország                                                     | 21:01,1 | Norman Wainwright · Nagy-Britannia                                           | 21:10,0 |
| 100 m-es hátúszás       | John Besford · Nagy-Britannia                                           | 1:11,7  | Ernst Küppers · Németország                                                     | 1:12,2  | Edgar Siegrist · Svájc                                                       | 1:12,6  |
| 200 m-es mellúszás      | Erwin Sietas · Németország                                              | 2:49,0  | Paul Schwarz · Németország                                                      | 2:49,4  | Hans Malmstrøm · Dánia                                                       | 2:49,8  |
| 4 × 200 m-es gyorsváltó | Magyarország · Gróf Ödön · Maróthy András · Csik Ferenc · Lengyel Árpád | 9:30,2  | Németország · Heiko Schwartz · Wolfgang Leisewitz · Otto Lenkitsch · Otto Wille | 9:31,2  | Olaszország · Massimo Costa · Giacomo Signori · Guido Giunta · Paolo Costoli | 9:44,1  |

Női
| Versenyszám             | Arany                                                                                    | Arany  | Ezüst                                                                         | Ezüst  | Bronz                                                                               | Bronz  |
| ----------------------- | ---------------------------------------------------------------------------------------- | ------ | ----------------------------------------------------------------------------- | ------ | ----------------------------------------------------------------------------------- | ------ |
| 100 m-es gyorsúszás     | Willemijntje den Ouden · Hollandia                                                       | 1:07,1 | Rie Mastenbroek · Hollandia                                                   | 1:08,1 | Gisela Arendt · Németország                                                         | 1:10,3 |
| 400 m-es gyorsúszás     | Rie Mastenbroek · Hollandia                                                              | 5:27,4 | Willemijntje den Ouden · Hollandia                                            | 5:27,4 | Lilli Andersen · Dánia                                                              | 5:45,1 |
| 100 m-es hátúszás       | Rie Mastenbroek · Hollandia                                                              | 1:20,3 | Gisela Arendt · Németország                                                   | 1:20,4 | Marie Oversloot · Hollandia                                                         | 1:22,2 |
| 200 m-es mellúszás      | Martha Genenger · Németország                                                            | 3:09,2 | Hanni Hölzner · Németország                                                   | 3:09,3 | Inger Kragh · Dánia                                                                 | 3:13,2 |
| 4 × 100 m-es gyorsváltó | Hollandia · Johanna Selbach · Anna Timmermans · Rie Mastenbroek · Willemijntje den Ouden | 4:41,5 | Németország · Ruth Halbsguth · Ingrid Ohliger · Hilde Salbert · Gisela Arendt | 4:50,4 | Nagy-Britannia · Olive Bartle · Margery Hinton · Edna Hughes · Cecelia Wolstenholme | 4:58,3 |

### Műugrás
Férfi
| Versenyszám         | Arany                       | Arany  | Ezüst                          | Ezüst  | Bronz                            | Bronz  |
| ------------------- | --------------------------- | ------ | ------------------------------ | ------ | -------------------------------- | ------ |
| 3 m-es műugrás      | Leo Esser · Németország     | 138,75 | Winfried Marauhn · Németország | 129,53 | Franz Leikert · Csehszlovákia    | 129,38 |
| 10 m-es toronyugrás | Hermann Stork · Németország | 98,99  | Franz Leikert · Csehszlovákia  | 92,17  | Ewald Riebschläger · Németország | 90,72  |

Női
| Versenyszám         | Arany                             | Arany | Ezüst                           | Ezüst | Bronz                        | Bronz |
| ------------------- | --------------------------------- | ----- | ------------------------------- | ----- | ---------------------------- | ----- |
| 3 m-es műugrás      | Olga Jentsch-Jordan · Németország | 74,78 | Katinka Larsen · Nagy-Britannia | 68,1  | Anneliese Kapp · Németország | 65,56 |
| 10 m-es toronyugrás | Hertha Schieche · Németország     | 35,43 | Ingeborg Sjöqvist · Svédország  | 31,54 | Inger Kragh · Dánia          | 31,39 |

### Vízilabda
| Versenyszám | Arany        | Ezüst       | Bronz   |
| ----------- | ------------ | ----------- | ------- |
| Férfi       | Magyarország | Németország | Belgium |